# Salix tianschanica
Salix tianschanica — вид квіткових рослин із родини вербових (Salicaceae).

## Морфологічна характеристика
Це кущ до 3 метрів заввишки, сильно розгалужений. Гілочки каштаново-червоні, голі, блискучі. Листки на ніжках 8–10 мм; листкова пластинка еліптична чи зворотно-яйцювато-еліптична, гола, в молодості волохата, абаксіально зеленувата, адаксіально зелена, край з щільними, вигнутими, гострими зубцями, верхівка тупа, гостра або коротко загострена. Сережки 2–3 см. Чоловіча квітка: тичинок 2; пиляки жовті. Жіноча квітка: зав'язь яйцеподібна, повстяна. Коробочка коричнева, ≈ 5 мм, рідко волосиста.

## Середовище проживання
Китай [Сіньцзян], Казахстан, Киргизстан. Населяє хащі, береги річок; на висотах 1700–2700 метрів.